# Grand Prix Kanady 2016
Grand Prix Kanady 2016 (oficjalnie Formula 1 Grand Prix du Canada 2016) – siódma eliminacja Mistrzostw Świata Formuły 1 w sezonie 2016. Grand Prix odbyło się w dniach 10–12 czerwca 2016 roku na torze Circuit Gilles Villeneuve w Montrealu.

## Lista startowa
Źródło: Wyprzedź Mnie!
| Nr | Kierowca          | Zespół                        | Samochód               | Silnik                         | Opony |
| -- | ----------------- | ----------------------------- | ---------------------- | ------------------------------ | ----- |
| 3  | Daniel Ricciardo  | Red Bull Racing               | Red Bull RB12          | TAG Heuer 1.6T V6              | P     |
| 5  | Sebastian Vettel  | Scuderia Ferrari              | Ferrari SF16-H         | Ferrari 059/5 1.6T V6          | P     |
| 6  | Nico Rosberg      | Mercedes AMG Petronas F1 Team | Mercedes F1 W07 Hybrid | Mercedes PU106C Hybrid 1.6T V6 | P     |
| 7  | Kimi Räikkönen    | Scuderia Ferrari              | Ferrari SF16-H         | Ferrari 059/5 1.6T V6          | P     |
| 8  | Romain Grosjean   | Haas F1 Team                  | Haas VF-16             | Ferrari 059/5 1.6T V6          | P     |
| 9  | Marcus Ericsson   | Sauber F1 Team                | Sauber C35             | Ferrari 059/5 1.6T V6          | P     |
| 11 | Sergio Pérez      | Sahara Force India F1 Team    | Force India VJM09      | Mercedes PU106C Hybrid 1.6T V6 | P     |
| 12 | Felipe Nasr       | Sauber F1 Team                | Sauber C35             | Ferrari 059/5 1.6T V6          | P     |
| 14 | Fernando Alonso   | McLaren Honda                 | McLaren MP4-31         | Honda RA616H 1.6T V6           | P     |
| 19 | Felipe Massa      | Williams Martini Racing       | Williams FW38          | Mercedes PU106C Hybrid 1.6T V6 | P     |
| 20 | Kevin Magnussen   | Renault Sport Formula 1 Team  | Renault R.S.16         | Renault RE16 1.6T V6           | P     |
| 21 | Esteban Gutiérrez | Haas F1 Team                  | Haas VF-16             | Ferrari 059/5 1.6T V6          | P     |
| 22 | Jenson Button     | McLaren Honda                 | McLaren MP4-31         | Honda RA616H 1.6T V6           | P     |
| 26 | Daniił Kwiat      | Scuderia Toro Rosso           | Toro Rosso STR11       | Ferrari 059/4 1.6T V6          | P     |
| 27 | Nico Hülkenberg   | Sahara Force India F1 Team    | Force India VJM09      | Mercedes PU106C Hybrid 1.6T V6 | P     |
| 30 | Jolyon Palmer     | Renault Sport Formula 1 Team  | Renault R.S.16         | Renault RE2016 1.6T V6         | P     |
| 33 | Max Verstappen    | Red Bull Racing               | Red Bull RB12          | TAG Heuer 1.6T V6              | P     |
| 44 | Lewis Hamilton    | Mercedes AMG Petronas F1 Team | Mercedes F1 W07 Hybrid | Mercedes PU106C Hybrid 1.6T V6 | P     |
| 55 | Carlos Sainz Jr.  | Scuderia Toro Rosso           | Toro Rosso STR11       | Ferrari 059/4 1.6T V6          | P     |
| 77 | Valtteri Bottas   | Williams Martini Racing       | Williams FW37          | Mercedes PU106C Hybrid 1.6T V6 | P     |
| 88 | Rio Haryanto      | Manor Racing MRT              | Manor MRT05            | Mercedes PU106C Hybrid 1.6T V6 | P     |
| 94 | Pascal Wehrlein   | Manor Racing MRT              | Manor MRT05            | Mercedes PU106C Hybrid 1.6T V6 | P     |
| Nr | Kierowca          | Zespół                        | Samochód               | Silnik                         | Opony |

## Wyniki

### Sesje treningowe
Źródło: Wyprzedź Mnie!
| Sesja | Nr | Kierowca         | Konstruktor | Czas     | Okr. |
| ----- | -- | ---------------- | ----------- | -------- | ---- |
| 1     | 44 | Lewis Hamilton   | Mercedes    | 1:14,755 | 22   |
| 2     | 44 | Lewis Hamilton   | Mercedes    | 1:14,212 | 43   |
| 3     | 5  | Sebastian Vettel | Ferrari     | 1:13,919 | 21   |

### Kwalifikacje
Źródło: Wyprzedź Mnie!
| Poz. | Nr | Kierowca          | Konstruktor          | Q1       | Q2       | Q3       | Poz. s. |
| --- | --- | ----------------- | -------------------- | -------- | -------- | -------- | ------- |
| 1 | 44 | Lewis Hamilton    | Mercedes             | 1:14,121 | 1:13,076 | 1:12,812 | 1       |
| 2 | 6 | Nico Rosberg      | Mercedes             | 1:13,714 | 1:13,094 | 1:12,874 | 2       |
| 3 | 5 | Sebastian Vettel  | Ferrari              | 1:13,925 | 1:13,857 | 1:12,990 | 3       |
| 4 | 3 | Daniel Ricciardo  | Red Bull–TAG Heuer   | 1:14,030 | 1:13,540 | 1:13,166 | 4       |
| 5 | 33 | Max Verstappen    | Red Bull–TAG Heuer   | 1:14,601 | 1:13,793 | 1:13,414 | 5       |
| 6 | 7 | Kimi Räikkönen    | Ferrari              | 1:14,477 | 1:13,849 | 1:13,579 | 6       |
| 7 | 77 | Valtteri Bottas   | Williams–Mercedes    | 1:14,389 | 1:13,791 | 1:13,670 | 7       |
| 8 | 19 | Felipe Massa      | Williams–Mercedes    | 1:14,815 | 1:13,864 | 1:13,769 | 8       |
| 9 | 27 | Nico Hülkenberg   | Force India–Mercedes | 1:14,663 | 1:14,166 | 1:13,952 | 9       |
| 10 | 14 | Fernando Alonso   | McLaren–Honda        | 1:15,026 | 1:14,260 | 1:14,338 | 10      |
| 11 | 11 | Sergio Pérez      | Force India–Mercedes | 1:14,814 | 1:14,317 | –        | 11      |
| 12 | 22 | Jenson Button     | McLaren–Honda        | 1:14,755 | 1:14,437 | –        | 12      |
| 13 | 26 | Daniił Kwiat      | Toro Rosso–Ferrari   | 1:14,829 | 1:14,457 | –        | 16      |
| 14 | 21 | Esteban Gutiérrez | Haas–Ferrari         | 1:15,148 | 1:14,571 | –        | 13      |
| 15 | 8 | Romain Grosjean   | Haas–Ferrari         | 1:15,444 | 1:14,803 | –        | 14      |
| 16 | 55 | Carlos Sainz Jr.  | Toro Rosso–Ferrari   | 1:14,714 | 1:21,956 | –        | 20      |
| 17 | 30 | Jolyon Palmer     | Renault              | 1:15,459 | –        | –        | 16      |
| 18 | 94 | Pascal Wehrlein   | MRT–Mercedes         | 1:15,599 | –        | –        | 17      |
| 19 | 9 | Marcus Ericsson   | Sauber–Ferrari       | 1:15,635 | –        | –        | 21      |
| 20 | 12 | Felipe Nasr       | Sauber–Ferrari       | 1:16,663 | –        | –        | 18      |
| 21 | 88 | Rio Haryanto      | MRT–Mercedes         | 1:17,052 | –        | –        | 19      |
| Nie wystartowali / niedopuszczeni do ponownego startu | |                   |                      |          |          |          |         |
| | 20 | Kevin Magnussen   | Renault              | –        | –        | –        | 22      |
| Poz. | Nr | Kierowca          | Konstruktor          | Q1       | Q2       | Q3       | Poz. s. |
| \| Legenda \| Legenda \| \| ------------------------ \| ---------------------------------------------------------------------------------------------------------------------------------------------------------------------------------------------------------------------------------------------------------------- \| \| Poz. Nr Q1 Q2 Q3 Poz. s. \| Pozycja zajęta w sesji kwalifikacyjnej Numer startowy kierowcy Wynik uzyskany w pierwszej części kwalifikacji Wynik uzyskany w drugiej części kwalifikacji Wynik uzyskany w trzeciej części kwalifikacji Pozycja startowa po uwzględnięniu kar, przesunięć, itp. \| | |                   |                      |          |          |          |         |
| Legenda | |                   |                      |          |          |          |         |
| Poz. Nr Q1 Q2 Q3 Poz. s. | Pozycja zajęta w sesji kwalifikacyjnej Numer startowy kierowcy Wynik uzyskany w pierwszej części kwalifikacji Wynik uzyskany w drugiej części kwalifikacji Wynik uzyskany w trzeciej części kwalifikacji Pozycja startowa po uwzględnięniu kar, przesunięć, itp. |                   |                      |          |          |          |         |

### Wyścig
Źródło: Wyprzedź Mnie!
| P                 | + / –     | Nr | Kierowca          | Konstruktor          | Okr. | Czas / Strata | Komentarz       |
| ----------------- | --------- | -- | ----------------- | -------------------- | ---- | ------------- | --------------- |
| 1                 | Bez zmian | 44 | Lewis Hamilton    | Mercedes             | 70   | 1:31:05,296   |                 |
| 2                 | 1         | 5  | Sebastian Vettel  | Ferrari              | 70   | +0:05,011     |                 |
| 3                 | 4         | 77 | Valtteri Bottas   | Williams–Mercedes    | 70   | +0:46,422     |                 |
| 4                 | 1         | 33 | Max Verstappen    | Red Bull–TAG Heuer   | 70   | +0:53,020     |                 |
| 5                 | 3         | 6  | Nico Rosberg      | Mercedes             | 70   | +1:02,093     |                 |
| 6                 | Bez zmian | 7  | Kimi Räikkönen    | Ferrari              | 70   | +1:03,017     |                 |
| 7                 | 3         | 3  | Daniel Ricciardo  | Red Bull–TAG Heuer   | 70   | +1:03,634     |                 |
| 8                 | 1         | 27 | Nico Hülkenberg   | Force India–Mercedes | 69   | +1 okr.       |                 |
| 9                 | 11        | 55 | Carlos Sainz Jr.  | Toro Rosso–Ferrari   | 69   | +1 okr.       |                 |
| 10                | 1         | 11 | Sergio Pérez      | Force India–Mercedes | 69   | +1 okr.       |                 |
| 11                | 1         | 14 | Fernando Alonso   | McLaren–Honda        | 69   | +1 okr.       |                 |
| 12                | 3         | 26 | Daniił Kwiat      | Toro Rosso–Ferrari   | 69   | +1 okr.       |                 |
| 13                | Bez zmian | 21 | Esteban Gutiérrez | Haas–Ferrari         | 68   | +2 okr.       |                 |
| 14                | Bez zmian | 8  | Romain Grosjean   | Haas–Ferrari         | 68   | +2 okr.       |                 |
| 15                | 6         | 9  | Marcus Ericsson   | Sauber–Ferrari       | 68   | +2 okr.       |                 |
| 16                | 6         | 20 | Kevin Magnussen   | Renault              | 68   | +2 okr.       |                 |
| 17                | Bez zmian | 94 | Pascal Wehrlein   | MRT–Mercedes         | 68   | +2 okr.       |                 |
| 18                | Bez zmian | 12 | Felipe Nasr       | Sauber–Ferrari       | 68   | +2 okr.       |                 |
| 19                | Bez zmian | 88 | Rio Haryanto      | MRT–Mercedes         | 68   | +2 okr.       |                 |
| Niesklasyfikowani |           |    |                   |                      |      |               |                 |
|                   |           | 19 | Felipe Massa      | Williams–Mercedes    | 35   | +35 okr.      | przegrzewanie   |
|                   |           | 30 | Jolyon Palmer     | Renault              | 16   | +54 okr.      | wyciek wody     |
|                   |           | 22 | Jenson Button     | McLaren–Honda        | 9    | +61 okr.      | skrzynia biegów |
| P                 | + / –     | Nr | Kierowca          | Konstruktor          | Okr. | Czas / Strata | Komentarz       |

### Najszybsze okrążenie
Źródło: Wyprzedź Mnie!
| Nr | Kierowca     | Konstruktor | Czas     | Okr. |
| -- | ------------ | ----------- | -------- | ---- |
| 6  | Nico Rosberg | Mercedes    | 1:15,599 | 60   |

## Prowadzenie w wyścigu
Źródło: Racing–Reference.info
| Nr                              | Kierowca         | Okrążenia         | Suma |
| ------------------------------- | ---------------- | ----------------- | ---- |
| 44                              | Lewis Hamilton   | 0-1, 10-23, 36-70 | 47   |
| 5                               | Sebastian Vettel | 1-10, 23-36       | 23   |
| \| Wykres \| \| ------ \| \| \| |                  |                   |      |
| Wykres                          |                  |                   |      |
|                                 |                  |                   |      |

## Klasyfikacja po zakończeniu wyścigu

### Kierowcy
| P  | +/− | Kierowca          | Starty | Punkty | P1 | P2 | P3 | PP | NO | NS |
| -- | --- | ----------------- | ------ | ------ | -- | -- | -- | -- | -- | -- |
| 1  | 0   | Nico Rosberg      | 7      | 116    | 4  | –  | –  | 2  | 3  | 1  |
| 2  | 0   | Lewis Hamilton    | 7      | 107    | 2  | 2  | 1  | 4  | 1  | 1  |
| 3  | +2  | Sebastian Vettel  | 6      | 78     | –  | 2  | 2  | –  | –  | 1  |
| 4  | −1  | Daniel Ricciardo  | 7      | 72     | –  | 1  | –  | 1  | 1  | –  |
| 5  | −1  | Kimi Räikkönen    | 7      | 69     | –  | 2  | 1  | –  | –  | 2  |
| 6  | 0   | Max Verstappen    | 7      | 50     | 1  | –  | –  | –  | –  | 2  |
| 7  | +1  | Valtteri Bottas   | 7      | 44     | –  | –  | 1  | –  | –  | –  |
| 8  | −1  | Felipe Massa      | 7      | 37     | –  | –  | –  | –  | –  | 1  |
| 9  | 0   | Sergio Pérez      | 7      | 24     | –  | –  | 1  | –  | –  | –  |
| 10 | 0   | Daniił Kwiat      | 6      | 22     | –  | –  | 1  | –  | 1  | 1  |
| 11 | 0   | Romain Grosjean   | 7      | 22     | –  | –  | –  | –  | –  | 1  |
| 12 | 0   | Fernando Alonso   | 6      | 18     | –  | –  | –  | –  | –  | 2  |
| 13 | +1  | Nico Hülkenberg   | 7      | 18     | –  | –  | –  | –  | 1  | 2  |
| 14 | −1  | Carlos Sainz Jr.  | 7      | 18     | –  | –  | –  | –  | –  | 1  |
| 15 | 0   | Kevin Magnussen   | 7      | 6      | –  | –  | –  | –  | –  | 1  |
| 16 | 0   | Jenson Button     | 7      | 5      | –  | –  | –  | –  | –  | 2  |
| 17 | 0   | Stoffel Vandoorne | 1      | 1      | –  | –  | –  | –  | –  | –  |
| 18 | 0   | Esteban Gutiérrez | 7      | 0      | –  | –  | –  | –  | –  | 2  |
| 19 | 0   | Jolyon Palmer     | 6      | 0      | –  | –  | –  | –  | –  | 2  |
| 20 | 0   | Marcus Ericsson   | 7      | 0      | –  | –  | –  | –  | –  | 2  |
| 21 | 0   | Pascal Wehrlein   | 7      | 0      | –  | –  | –  | –  | –  | –  |
| 22 | 0   | Felipe Nasr       | 7      | 0      | –  | –  | –  | –  | –  | 1  |
| 23 | 0   | Rio Haryanto      | 7      | 0      | –  | –  | –  | –  | –  | 2  |
| P  | +/− | Kierowca          | Starty | Punkty | P1 | P2 | P3 | PP | NO | NS |

### Konstruktorzy
| P  | +/− | Konstruktor               | Starty | Punkty | P1 | P2 | P3 | PP | NO | NS |
| -- | --- | ------------------------- | ------ | ------ | -- | -- | -- | -- | -- | -- |
| 1  | 0   | Mercedes                  | 14     | 223    | 6  | 2  | 1  | 6  | 4  | 2  |
| 2  | 0   | Ferrari                   | 13     | 147    | –  | 4  | 3  | –  | –  | 3  |
| 3  | 0   | Red Bull Racing TAG Heuer | 13     | 130    | 1  | 1  | 1  | 1  | 1  | 1  |
| 4  | 0   | Williams Mercedes         | 14     | 81     | –  | –  | 1  | –  | –  | 1  |
| 5  | 0   | Force India Mercedes      | 14     | 42     | –  | –  | 1  | –  | 1  | 2  |
| 6  | 0   | Toro Rosso Ferrari        | 14     | 32     | –  | –  | –  | –  | 1  | 3  |
| 7  | 0   | McLaren Honda             | 14     | 24     | –  | –  | –  | –  | –  | 4  |
| 8  | 0   | Haas Ferrari              | 14     | 22     | –  | –  | –  | –  | –  | 3  |
| 9  | 0   | Renault                   | 13     | 6      | –  | –  | –  | –  | –  | 3  |
| 10 | 0   | Sauber Ferrari            | 14     | 0      | –  | –  | –  | –  | –  | 3  |
| 11 | 0   | MRT Mercedes              | 14     | 0      | –  | –  | –  | –  | –  | 2  |
| P  | +/− | Konstruktor               | Starty | Punkty | P1 | P2 | P3 | PP | NO | NS |